# Villa Valmer
La villa Valmer est l'une des plus célèbres villas de la corniche du Président-John-Fitzgerald-Kennedy. Située dans le 7e arrondissement de Marseille. Elle se trouve à proximité de plusieurs autres somptueuses villas comme la villa de Gaby Deslys.
Composée de trois étages, elle est de style néo-Renaissance. On y trouve aussi un jardin très riche aujourd'hui ouvert au public.

## Historique
Construite en 1865, elle est l'œuvre de l'architecte Condamin.
Elle fut la résidence d'été du fabricant d'huile d'olive Charles Gounelle. Sa petite-fille Aymée, comtesse Jean d'Andigné, née Jangot de Villechaize en héritera. C'est en 1941 que le régime de Vichy, par son ministère de la Marine, sous le contrôle de l'amiral Darlan entamera une procédure d'expropriation pour cause d'utilité publique aux fins d'occupation des terrains nécessaires aux travaux militaires ; elle devient donc propriété de l'État français (régime de Vichy) en 1942. À l'issue de la guerre 39-45, l'État ne resitue pas le bien à ses propriétaires et y abrite l'École nationale de la Marine marchande jusqu'en 1967. C'est en 1967 que l'État et la ville de Marseille procèdent à un échange de terrain ; la ville de Marseille en devient donc propriétaire et y installe les services de l'agence d'urbanisme de Marseille de 1971 à 2002. Elle devient ensuite le siège du bureau local de l'ONUDI, de l’Office de coopération économique pour la Méditerranée et l’Orient (OCEMO) et du Centre de Marseille pour l'intégration en Méditerranée, administré par la Banque mondiale.

### Projet d'hôtel de luxe
En 2016, la ville de Marseille, propriétaire, lance un appel à projets pour trouver un nouveau locataire au site. En 2018, un projet d'hôtel de luxe est retenu. Des contestations émergent contre la privatisation du patrimoine des Marseillais. Les porteurs du projet signent un bail emphytéotique de 60 ans.
À la suite des élections municipales en 2020, la nouvelle majorité municipale négocie un projet plus tourné vers le grand public, comprenant une résidence d'artistes.
En 2021, à la suite d'une démolition non autorisée d'un élément à l'arrière du bâtiment, la mairie interrompt le chantier de l'hôtelier. Ce dernier tente de le relancer par voie de référé, alors que la municipalité souhaite rompre le bail.

## Fiction
La villa Valmer sert de décor extérieur à la série de France 3 : Enquêtes réservées.

## Origine du nom
Initialement nommée Vague à la mer, on l'appela ensuite  par contraction Villa Valmer[réf. souhaitée].